# Curetis doxa
Curetis doxa är en fjärilsart som beskrevs av Evans 1954. Curetis doxa ingår i släktet Curetis och familjen juvelvingar. Inga underarter finns listade i Catalogue of Life.